# Lispe
Lispe is een geslacht van insecten uit de familie van de echte vliegen (Muscidae), die tot de orde tweevleugeligen (Diptera) behoort.

## Soorten
- L. albitarsis Stein, 1898
- L. antennata Aldrich, 1913
- L. apicalis Mik, 1869
- L. approximata Huckett, 1966
- L. argentea Snyder, 1954
- L. assimilis Wiedemann, 1824
- L. brevipes Aldrich, 1913
- L. caesia Meigen, 1826
- L. canadensis Snyder, 1954
- L. candicans Kowarz, 1892
- L. consanguinea Loew, 1858
- L. cotidiana Snyder, 1954
- L. desertorum Huckett, 1966
- L. flavicincta Loew, 1847
- L. flavinervis Becker, 1904
- L. frigida Erichson, 1851
- L. halophora Becker, 1903
- L. hispida Walker, 1849
- L. hydromyzina Fallén, 1825
- L. jamesi Snyder, 1954
- L. johnsoni Aldrich, 1913
- L. kowarzi Becker, 1903
- L. leucospila (Wiedemann, 1830)
- L. litorea Fallén, 1825

- L. loewi Ringdahl, 1922
- L. longicollis Meigen, 1826
- L. marina Becker, 1913
- L. melaleuca Loew, 1847
- L. nana Macquart, 1835
- L. nasoni Stein, 1898
- L. neouliginosa Snyder, 1954
- L. nivalis Wiedemann, 1830
- L. nubilipennis Loew, 1873
- L. nudifacies Snyder, 1954
- L. palposa (Walker, 1849)
- L. patellata Aldrich, 1913
- L. pectinipes Becker, 1903
- L. polita Coquillett, 1904
- L. probohemica Speiser, 1914
- L. pygmaea Fallén, 1825
- L. quaerens Villeneuve, 1936
- L. salina Aldrich, 1913
- L. scalaris Loew, 1847
- L. sociabilis Loew, 1862
- L. sordida Aldrich, 1913
- L. superciliosa Loew, 1861
- L. tentaculata (De Geer, 1776)
- L. uliginosa Fallén, 1825